# Peterskirche Kirchdornberg

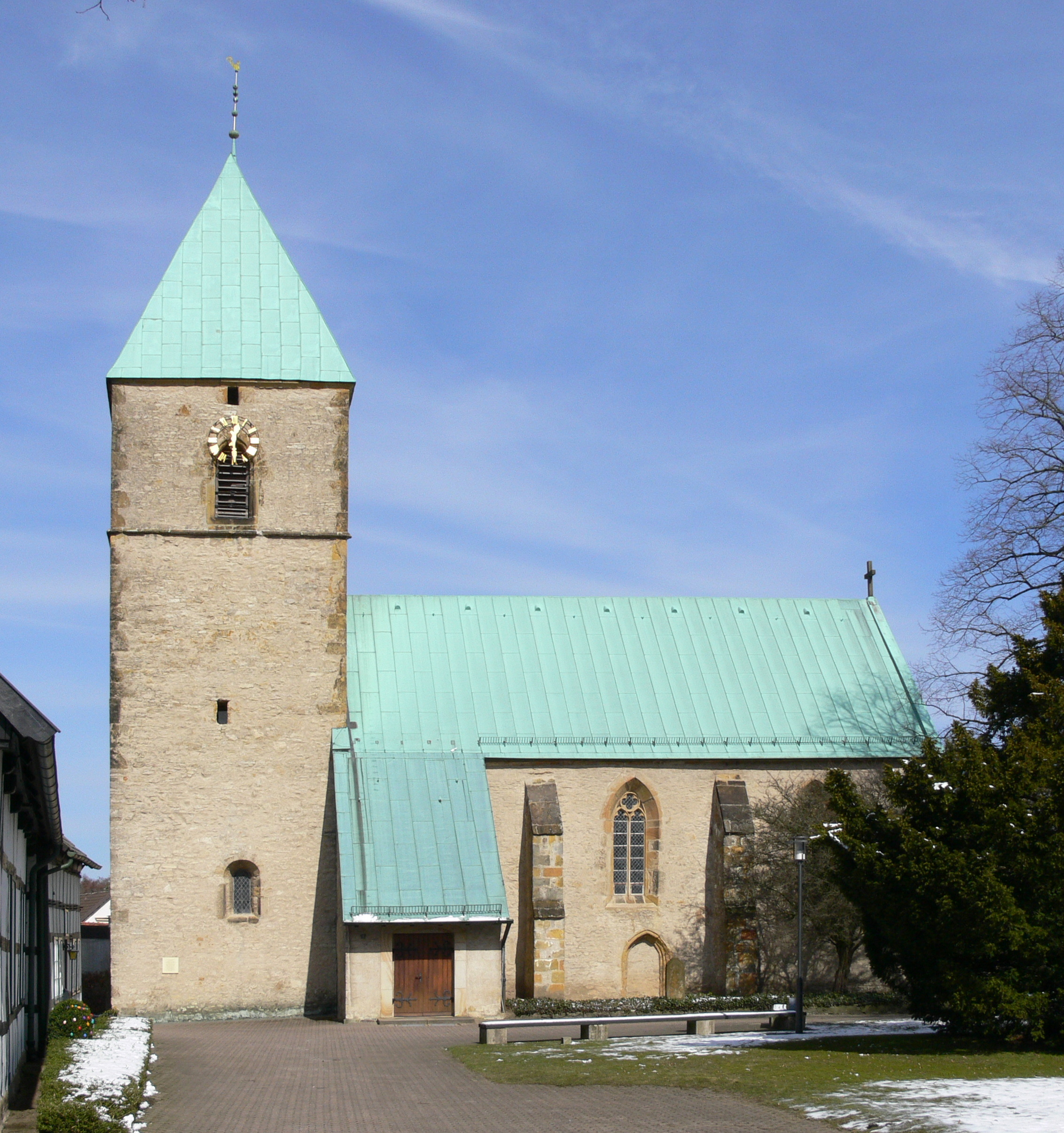
Die Peterskirche

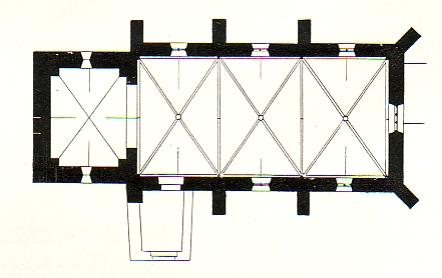
Grundriss 1906

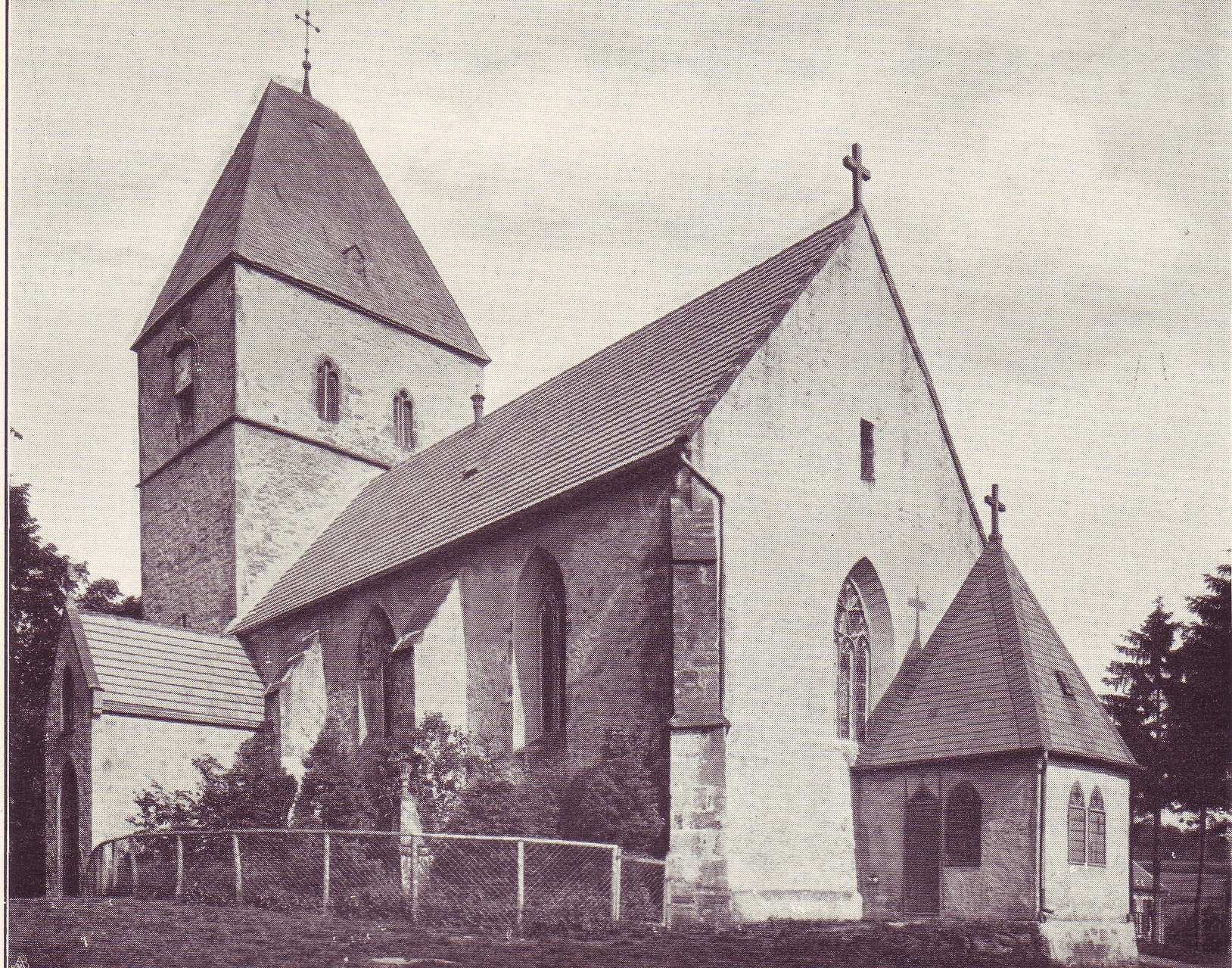
Von Südosten 1904

St. Peter zu Kirchdornberg gehört heute zur evangelisch-lutherischen Kirchengemeinde im Bielefelder Stadtbezirk Dornberg im Kirchenkreis Bielefeld der Evangelischen Kirche von Westfalen. Die Kirche ist der älteste Sakralbau auf dem heutigen Stadtgebiet Bielefelds.

## Geschichte
Ein erster urkundlicher Nachweis für einen Sakralbau in Kirchdornberg findet sich im Jahr 1281. Archäologische Grabungen haben jedoch einen ersten Vorgängerbau des 8. Jahrhunderts mit eingezogenem Rechteckchor nachgewiesen, wie er sich unweit Kirchdornbergs auch in den 1949 entdeckten Grundmauern des um 789 vom heiligen Waltger in Müdehorst gegründeten Damenstifts findet, welches später nach Herford verlegt wurde. Dieser Kirchentypus vergleichbarer Größe ist auch unter dem Mindener Dom und in Enger belegt.
Der heilige Waltger entstammte einer in Dornberg ansässigen adeligen sächsischen Familie, mit der auch der erste nachgewiesene Kirchbau dort in Zusammenhang stehen muss. Auch das für die Christianisierung in karolingischem Missionsgebiet nicht untypische Peterspatrozinium deutet darauf hin. Waltger hat später seine Güter in Dornberg dem Stift Herford überschrieben. Durch Waltger sollen auch Reliquien des heiligen Oswald aus England in die Peterskirche überführt worden sein, wo noch im 16. Jahrhundert eine Verehrung und Wallfahrten überliefert sind.
Bis 1334 in Steinhagen eine eigene Kapelle gebaut wurde, reichte das Dornberger Kirchspiel über den Teutoburger Wald und umfasste neben Steinhagen auch Babenhausen und Hoberge. Später kamen Deppendorf und Uerentrup hinzu. Als erste Kirchengemeinde im Bielefelder Raum wurde in Dornberg um 1527 die Reformation eingeführt.

## Ausstattung

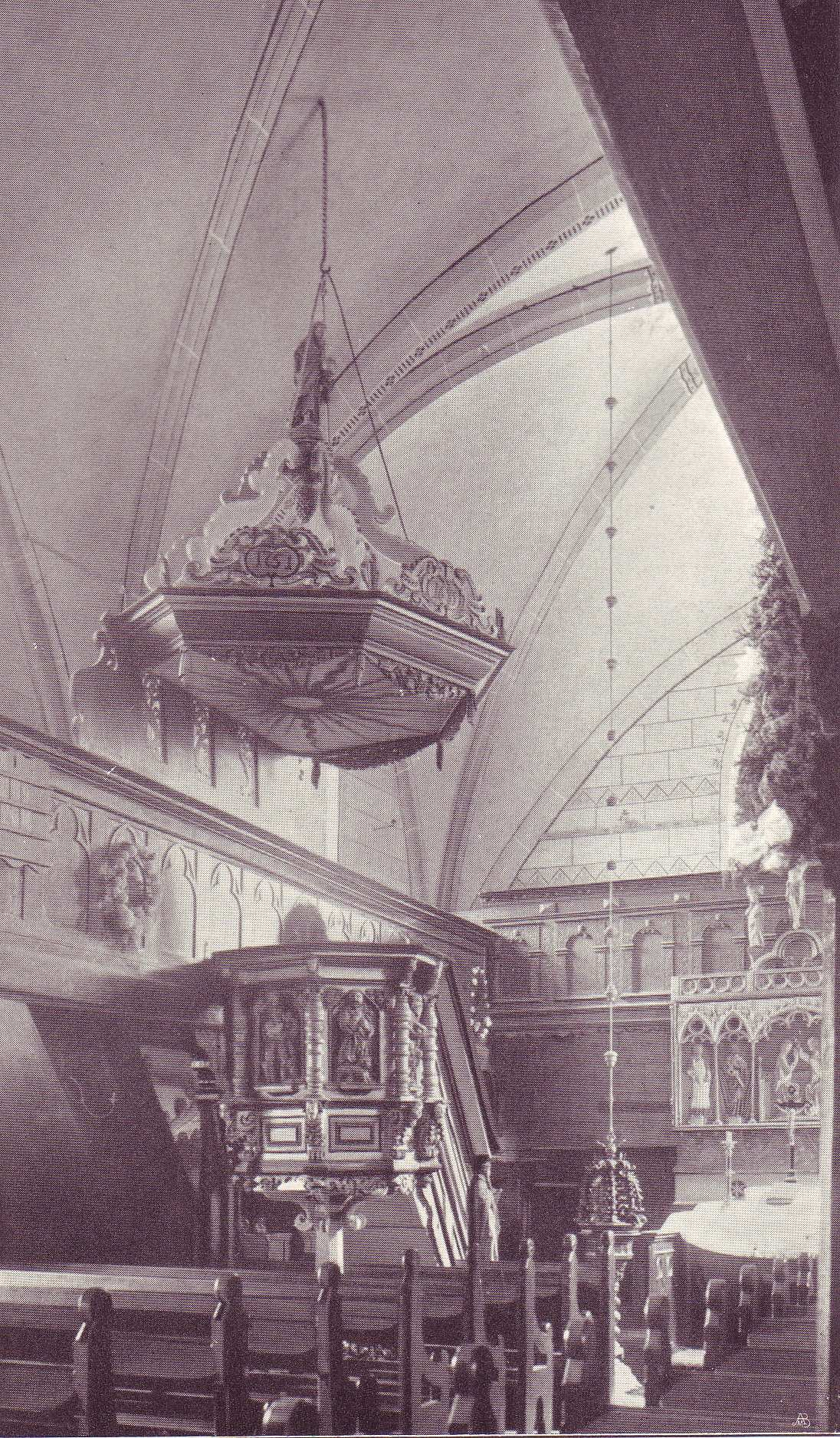
Kirchenschiff mit Kreuzrippengewölben, Foto 1904

Die heutige Peterskirche ist eine dreijochige gotische Saalkirche aus dem 14. Jahrhundert. Der romanische Kirchturm aus dem 11. Jahrhundert besitzt ein frühgotisches Obergeschoss. Der Schnitzaltar mit Kreuzigungsgruppe stammt aus dem 13. Jahrhundert, Barockkanzel und Taufstein aus dem Jahr 1685. Reste von Gewölbe- und Wandmalereien lassen sich in das 14. bis 16. Jahrhundert datieren.

### Glocken
Die Kirche hatte seit dem Mittelalter ein dreistimmiges Geläute. Eine der Glocken wurde im Ersten Weltkrieg enteignet und eingeschmolzen. Zwei Glocken – 1510 und 1743 gegossen – existieren bis heute. Seit 1927 verfügt die Kirche über vier Bronzeglocken. Zwei im Zweiten Weltkrieg beschlagnahmte Glocken wurden 1954 ersetzt. An die Stelle des hölzernen Glockenstuhls trat 1927 eine Stahlkonstruktion, die jedoch 1998 wieder von einem Holzglockenstuhl abgelöst wurde. Gleichzeitig wurde die älteste Glocke von 1510 restauriert und wieder läutbar gemacht.
| Name             | Glocke IV Marienglocke seit 1998 „Taufglocke“ | Glocke II               | Glocke III    | Glocke I      |
| Gussjahr         | 1510                                          | 1743                    | 1953          | 1953          |
| Gießer           | Herbert van Bippen                            | Behrendt Henrich Fricke | Gebr. Rincker | Gebr. Rincker |
| Durchmesser (mm) | 730                                           | 1145                    | 1000          | 1345          |
| Gewicht (ca. kg) | 230                                           | 900                     | 630           | 1550          |
| Schlagton        | cis" -1                                       | f' +3                   | g' +3         | d' +3         |